# Greifenburg
Greifenburg är en köpingskommun i distriktet Spittal an der Drau i förbundslandet Kärnten i Österrike. 
Kommunen har 1 717 invånare (2024).
Kommunen består av 18 orter (Ortschaften) (inom parentes invånarantal 1 januari 2024):

- Amberg (67)
- Amlach (30)
- Bruggen (54)
- Eben (10)
- Egg (4)
- Gnoppnitz (59)
- Greifenburg (1 005)
- Gries (77)
- Hauzendorf (128)
- Kalch (5)
- Kerschbaum (62)
- Kreuzberg (7)
- Pobersach (63)
- Rasdorf (16)
- Tröbelsberg (20)
- Waisach (89)
- Weneberg (8)
- Wassertheuer (13)